# 海神庙 (永兴岛)
海神庙是海南省三沙市西沙区永兴岛上的廟宇，又称兄弟庙、孤魂庙、忠魂庙，主祀兄弟公，曾歷經興廢，目前香火鼎盛。

## 历史由来
兄弟公（又称108兄弟公、昭应公）之信仰始於明朝，傳說當時有108位潭门漁民至南海捕魚，遭遇颱風全數罹難，鄉人於海邊建廟祭祀。後來此風俗擴散至全海南，漁民每登一島便會種椰子樹以確保島上水源、以珊瑚石（俗稱「石花」）建「兄弟廟」祭祀，祭品包含肉、魚、香、飯糰等，廟內置有茶壺、碗筷，有時候還會在廟基下儲藏米糧。這類廟宇多位於島礁邊緣，廟門向海、結構小而簡單，多半就地取材，偶有使用中国大陆運來磚瓦建築者。
永兴岛上最早的住客是渔民，渔民为求出海平安、满载而归而祭拜兄弟公，每逢初一、十六以及出海前、登島后都會進行祭祀。
1948年，中華民國海軍驻岛少校张君然修繕廟宇，改庙名为“忠魂庙”，并做楹聯、在庙前立收复西沙群岛纪事碑。
1970年代西沙文物调查時，此廟以珊瑚石構築，俗稱「孤魂廟」，不過稍早已拆毁。
1993年12月，中国建筑集团第七工程局第三建筑公司海南公司陈宗明先生捐款在原址重建庙宇，並改名「海神庙」。

## 廟宇現況
2015年報導時，庙宇位于永兴岛码头附近、港务局和海水淡化站旁边，占地约十多平方米，门口有半圆形照壁。廟身以水泥建築，外牆貼馬賽克磚，庙顶是黄琉璃瓦。廟內無神像，神案上設有五個陶瓷香爐，一大四小，上書「金玉滿堂」等文字，另有陶製烛台兩盞、香燭一箱、集宝箱一個、纸钱炉一個。廟內外大量鞭炮屑、被煙燻黑的屋頂顯示香火鼎盛。。
2018年報導時，此廟门联為“兄弟感应灵，孤魂得恩深”，门额為“海不扬波”四字。
根據漁民回憶、學者考證，永興島上曾有數處廟宇、舉辦數種民俗活動，不過2015年時廟宇遺址多已不存。